# Heidenheim
Heidenheim és un municipi situat al districte de Weißenburg-Gunzenhausen, a l'estat federat de Baviera (Alemanya), amb una població de 2016 d'uns 2.595 habitants (2016).
Està situat a l'oest de l'estat, a la regió de Francònia Mitjana, prop de la riba del riu Altmühl -un afluent esquerra del Danubi- i de la frontera amb l'estat de Baden-Württemberg.